# José Manuel Suárez Rivas
José Manuel Suárez Rivas, noto anche con lo pseudonimo di Sietes (Barakaldo, 18 febbraio 1974), è un ex calciatore spagnolo, di ruolo difensore.